# Erik Kilberg
Erik Kilberg, född på 1600-talet, död 1740 i Uppsala, var en svensk borgmästare och riksdagsman.

## Biografi
Erik Kilberg föddes på 1600-talet. Han blev 1715 borgmästare i Öregrunds stad och var riksdagsledamot för borgarståndet i Öregrund vid riksdagen 1719, riksdagen 1720 och riksdagen 1726–1727. Kilberg slutade som borgmästare 1732 och arbetade därefter som stadssekreterare i Uppsala. Han avled 1740 i Uppsala.